# Проверено.Медиа
«Проверено.Медиа» — фактчекинговый проект, основанный в 2020 году российским журналистом Ильёй Бером. Собственные материалы сайта распространяются под свободной лицензией Creative Commons Attribution 4.0. С ноября 2023 года является членом международной сети фактчекеров International Fact-Checking Network (IFCN).

## История

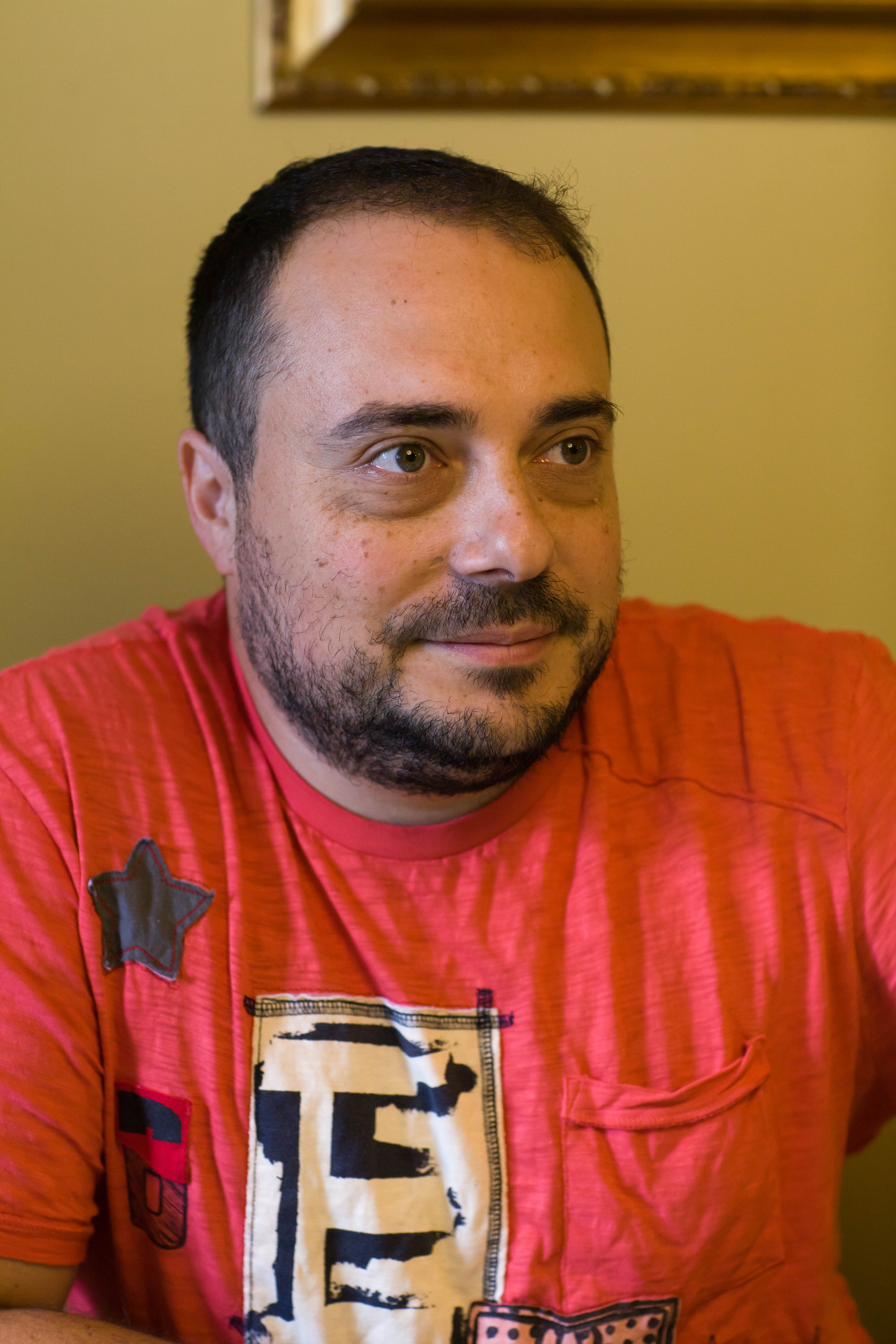
Илья Бер, 2019

По словам Ильи Бера, мысль о создании собственного фактчекингового проекта пришла к нему в 2018 году.

Планы были разные, но долгое время все оставалось на уровне идей, пока в один момент в голове не обрисовалась картина, как это должно быть. Вдохновился старейшим сайтом в этой области snopes.com и решил сделать русский вариант — ресурс, который будет не только энциклопедией самых популярных фейков, но и живой платформой, разоблачающей их. Придумал название — «Проверено».

«Проверено» было задумано и реализовано в формате некоммерческого просветительского медиа, задачей которого стали разоблачение фейков, проверка слухов и городских легенд. Первые 15 материалов Илья написал сам и показал их друзьям в Facebook. Получив положительные отзывы, Бер стал искать пути развития проекта. В октябре 2020 года у проекта появился крупный партнёр Яндекс Дзен. С этого момента началась постоянная работа и регулярная публикация оригинальных материалов издания. В 2021 году в команде «Проверено.Медиа» было уже 5 человек, на 2022 год — 11 человек.
В ноябре 2023 года «Проверено.Медиа» стал членом международной организации фактчекеров IFCN, куда также входят сотрудники The Washington Post Fact Checker, Le Mondе и других крупных СМИ.

## Сотрудничество с другими платформами
В 2019 году Илья Бер с Екатериной Котрикадзе, руководителем информационной службы и московской редакции телеканала RTVI, запустили на канале рубрику «Проверено».
В середине 2021 года стартовал совместный проект «Проверено.Медиа» и радио «Коммерсант FM» — «Проверка слуха». На радио каждый будний день несколько раз выходит одноимённая рубрика с разбором того или иного факта.
Другой совместный проект был реализован с телеканалом «Дождь», а с интернет-изданиями Meduza и «Важные истории» время от времени выходят совместные публикации.

## Методология оценки

«Фейк» — один из самых частых «вердиктов» проекта

На сайте используется набор из 17 стикеров, разработанный по образцу американского фактчекингового ресурса Snopes.com. С помощью такого стикера выносится окончательный «вердикт».
- Зелёные стикеры: «Правда», «Большей частью правда», «Скорее всего, правда».
- Жёлтые стикеры: «Полуправда», «Сатирические новости», «Легенда».
- Серый стикер: «Это не точно» (выставляется при недостатке доступной информации и невозможности сделать на её основе определённые выводы).
- Красные стикеры: «Неправда», «Большей частью неправда», «Скорее всего, неправда», «Вырвано из контекста», «Неверная атрибуция цитаты», «Искажённая цитата», «Мошенничество», «Фейк», «Заблуждение».

## Темы
В начале основными темами проекта были «Городские легенды», «Лженаука», «Сверхъестественное», «Мистификация», «Розыгрыши», «Теория заговора», «Фальшивые цитаты», «Слухи про знаменитостей».
«Проверено.Медиа» работает, среди прочего, с острыми политическими темами, при этом базовая установка для редакторов — оставлять политические взгляды и предпочтения при себе.

У нас подход такой — мы себя ощущаем людьми русской культуры, но при этом гражданами мира. Интересуемся российской повесткой и событиями, которые проходят вокруг. Мы себя тематически не ограничиваем, хотя и работаем для русскоязычной аудитории. Портрет аудитории у меня в голове есть. И то, что части этой аудитории может быть интересно, будет попадать к нам на сайт.
— Илья Бер
После начала острой фазы российско-украинского конфликта в 2022 году проект стал уделять много внимания разоблачению фейков, генерируемых обеими сторонами в ходе информационной войны. Через 10 дней после ввода российских войск на Украину Илья Бер покинул Россию и переехал в Таллин, откуда продолжил руководство проектом. 5 мая 2022 года появилась информация о начатой сотрудниками российской полиции проверке в отношении Бера после выхода очередного материала «Проверено.Медиа», где разбиралась искажённая интерпретация статьи The Guardian о событиях в Буче.

## Главные редакторы
- Илья Бер (2020—2025)
- Даниил Федкевич (с 2025)

## Блокировка в России
16 декабря 2022 года Роскомнадзор заблокировал сайт «Проверено.Медиа» на территории России.